# 尼波林湖
尼波林湖（英語：Lake Neepaulin）是位於美國紐澤西州蘇塞克斯縣旺蒂奇的一座小型人工淡水湖。坐落於沃尔基尔河支流帕帕卡廷溪的分水界，1950年代在無名山澗上的一座水壩之上形成，而該水壩也是一個私人住宅開發項目的一大特徵。這條山澗如今被稱之爲尼寶拉卡廷溪，直至2002年才被命名。

## 描述
尼波林湖是一座形成於尼寶拉卡廷溪水壩之上的人造湖泊，這條小型溪流直至2002年依然未被命名。溪流源頭距離尼波林湖北端西北部大約0.4英里（0.64 km），位於650號縣道（利伯蒂维尔路）以南不遠處，大致在旺蒂奇和蘇塞克斯兩個村镇的中心位置。尼波林湖海拔509英尺（155米） ，地處一個私人住宅開發項目的中心區域。從大壩開始，湖泊溪流向東南處流動1.5英里（2.4 km），然後流入沃尔基尔河支流帕帕卡廷溪。溪流、湖泊，以及其流域均處於基塔廷尼山谷，該山谷被馬丁尼斯堡組的深色頁岩與石灰岩覆蓋，其土壤由冰川形成。
根據新泽西州环境保护部的説法，帕帕卡廷溪流域的兩個已開發的湖泊社區——即尼波林湖及其臨近的克洛埃克斯湖對帕帕卡廷溪流域貢獻了大量磷載荷。磷載荷可能源自社區附近居民草坪施肥的迳流、臨近的農業作業、或是湖泊中的大量鵝群。

## 歷史
1950年代，一位房地產開發商在蘇塞克斯市鎮西部與南部的一條無名溪流上築壩，並修建尼波林湖。這座湖泊位於一個尚在修建計劃中的私人湖濱住宅社區的中心，名字則由住宅小區開發商子女們的名字組合而來。2014年，旺蒂奇鎮政府從一個非盈利管理組織的手中收購了該湖泊，並向鎮上的居民開放了劃定的公共區域以進行消遣娛樂。在收購此區域時，鎮政府還償還了新澤西州環境保護部120萬美元的大壩修復貸款。

## 外部連結
- 沃尔基尔河流域管理小组 （页面存档备份，存于）